# جامشلو (آراغاتسوتن)
مدينة جامشلو (بالإنجليزية: Jamshlu) هي إحدى المدن التابعة لمقاطعة آراغاتسوتن في أرمينيا. يقدر عدد سكانها بـ 286 نسمة حسب الإحصاء الذي جرى عام 2011.